# Näverticka
Näverticka (Rigidoporus crocatus) är en svampart som först beskrevs av Narcisse Theophile Patouillard, och fick sitt nu gällande namn av Leif Ryvarden 1983. Rigidoporus crocatus ingår i släktet Rigidoporus och familjen Meripilaceae.  Arten är reproducerande i Sverige. Inga underarter finns listade i Catalogue of Life.

## Källor

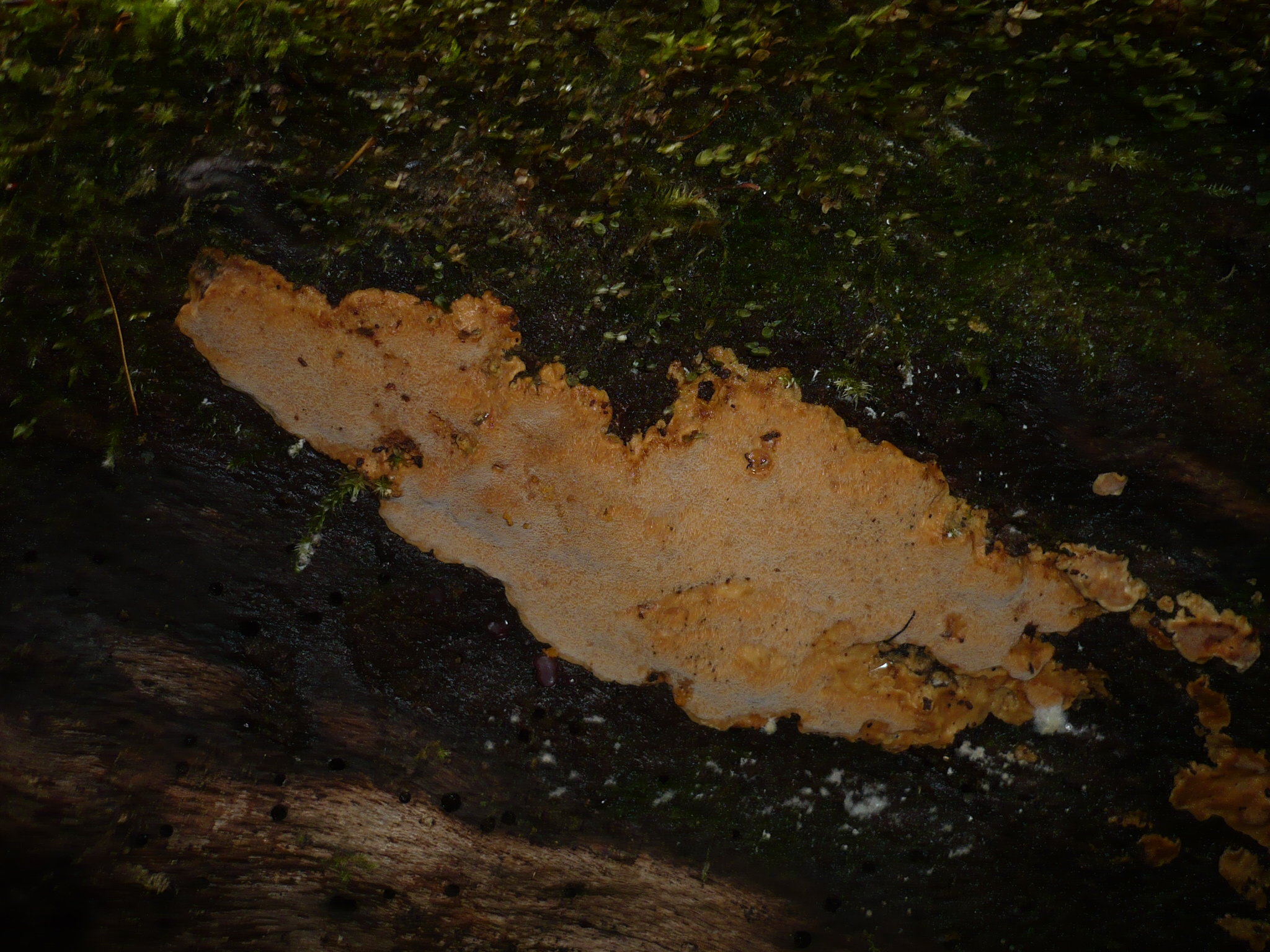
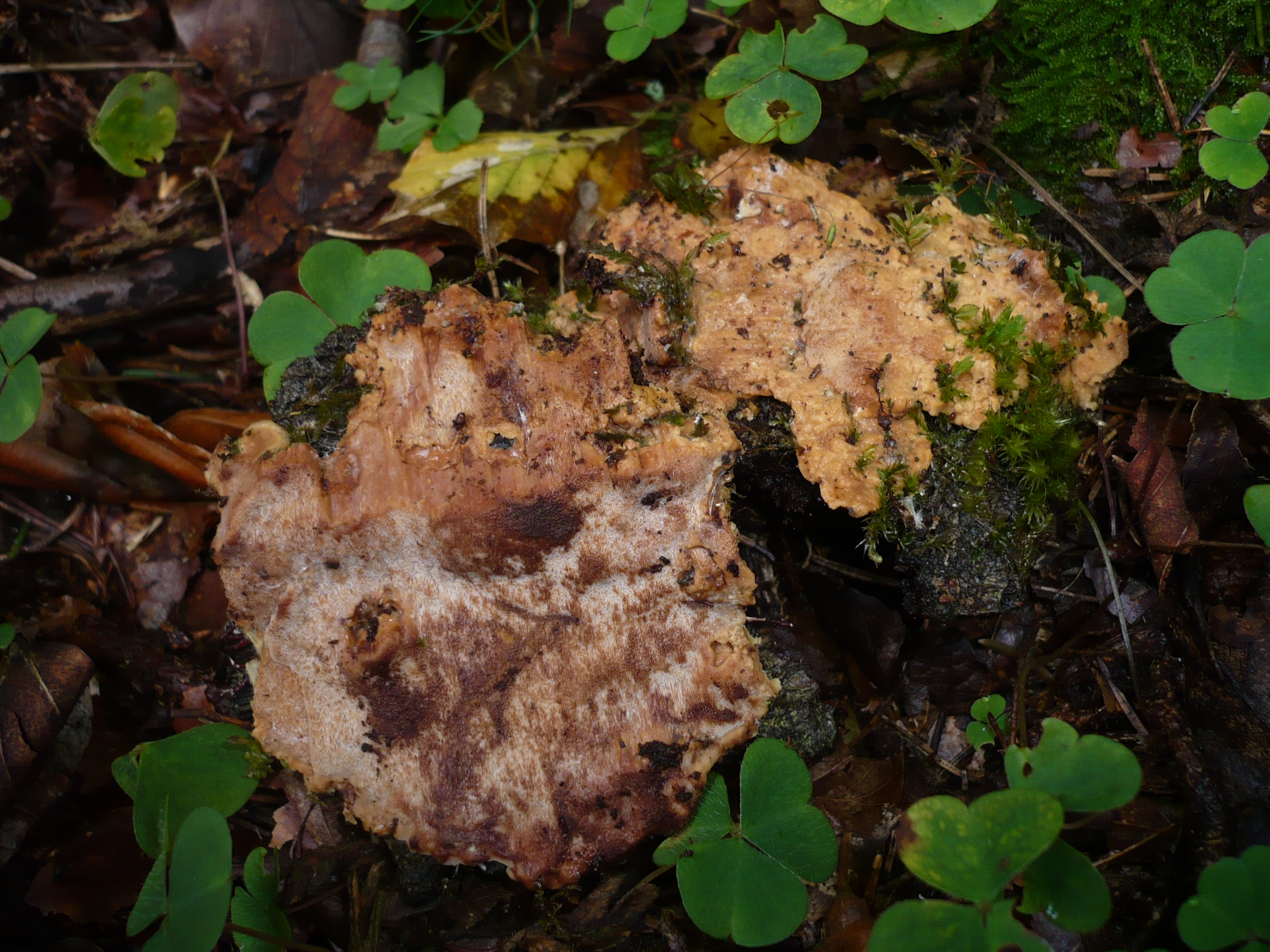
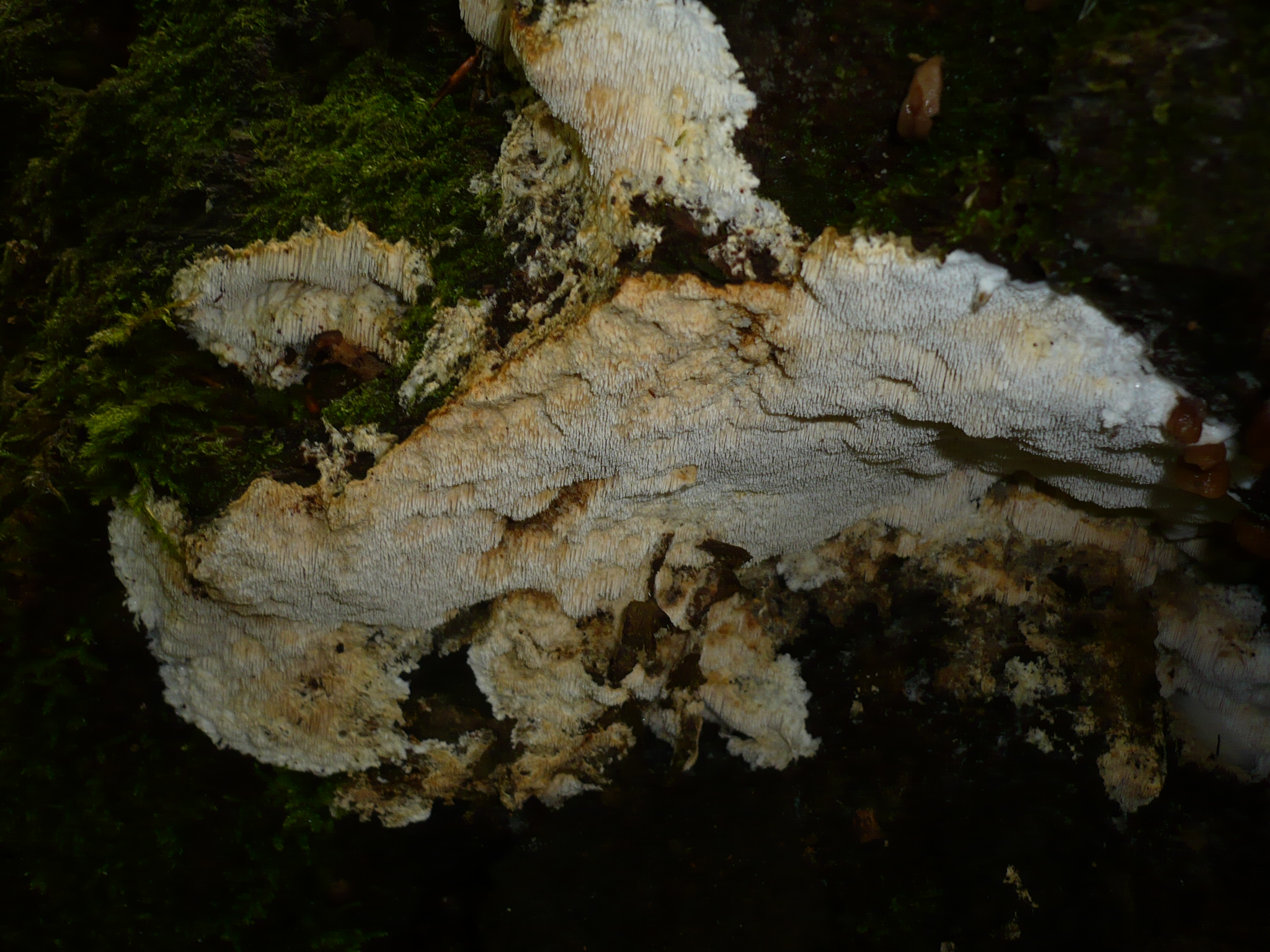